# Jūratė Matekonienė
Jūratė Matekonienė (ur. 14 sierpnia 1945 w Žuvintai) – litewska ekonomistka, wykładowczyni akademicka i polityk, w latach 1996–2000 posłanka na Sejm Republiki Litewskiej.

## Życiorys
Urodziła się 14 sierpnia 1945 we wsi Žuvintai w rejonie olickim. Od 1950 mieszkała w Kownie, w 1962 ukończyła tam szkołę średnią. W 1967 ukończyła studia ekonomiczne na Instytucie Politechnicznym w Kownie, pracowała jako ekonomistka w fabryce mechanizmów okrętowych Pergalė. W 1970 została asystentką na Instytucie Politechnicznym, wykładała zarządzanie przedsiębiorstwem. W 1972 uzyskała tytuł doktora nauk społecznych na Instytucie Ekonomii Akademii Nauk ZSRR w Moskwie. W 1975 została docentem Wydziału Zarządzania Przedsiębiorstwem kowieńskiej filii Uniwersytetu Wileńskiego.
Zaangażowała się w kampanię prezydencką Stasysa Lozoraitisa. W 1996 wybrana do Sejmu Republiki Litewskiej z ramienia koalicji Litewskiego Związku Narodowców i Litewskiej Partii Demokratycznej z okręgu jednomandatowego Janów. Została członkinią Komisji Ekonomicznej i wiceprzewodniczącą Podkomisji ds. Biznesu. W 1997 przeszła do frakcji Litewskiego Związku Centrum, w 2000 roku nie uzyskała poselskiej reelekcji. 
W 2008 roku bez powodzenia kandydowała do Sejmu z okręgu Šilainiai, zajęła 5. miejsce spośród 12 kandydatów; nie uzyskała również mandatu z 17. miejsca na liście krajowej Ruchu Liberalnego Republiki Litewskiej.

## Życie prywatne
Deklaruje znajomość języka rosyjskiego, polskiego i francuskiego. Ma męża Tomasa i dwójkę dzieci: syna i córkę.